# 6 Octombrie (oraș)
6 Octombrie   este un oraș  în  Egipt. Este reședința  guvernoratului 6 Octombrie.